# Noegus coccineus
Noegus coccineus là một loài nhện trong họ Salticidae.
Loài này thuộc chi Noegus. Noegus coccineus được Eugène Simon miêu tả năm 1900.